# الشمس التبريزي
شمس الدين التبريزي محمد بن ملك داد التبريزي (مواليد 1185 تبريز- 1248 خوي)، (582-645 هـ) عارف وشاعر متصوف، كتب جل شعره بالفارسية وأقله بالتركية والعربية، مسلم صوفي المشرب شافعي المذهب ، يُنسب إلى مدينة تبريز. يُعتبر المُعلم الروحي لجلال الدين الرومي (مولانا). كتب ديوان التبريزي (الديوان الكبير) الذي كتبه في مجال العِشق الإلهي.
قام برحلات إلى مدن عدة منها حلب وبغداد وقونية ودمشق. أخذ التصوف عن ركن الدين السجاسي، وتتلمذ عليه جلال الدين الرومي. اعتكف شمس التبريزي وجلال الدين الرومي أربعين يومًا في مدينة قونية لكتابة قواعد العشق الأربعون، ثم قام شمس التبريزي بالفرار إلى دمشق قبل أن يعود إلى قونية. ثم قُتل في قونية (وإن كان البعض يقول أنه قُتل في مدينة خوي وهو الأرجح) على يد جماعة من المناوئين له سنة 645 هـ، وقيل سنة 644 هـ. وله ضريح في مدينة خوي، ورُشح ضريحه ليكون من مواقع التراث العالمي لليونيسكو.

## حياته
شمس التبريزي هو ابن الإمام علاء الدين، وكان شمس أحد الدراويش (رجال الدين)، وقيل أن شمس التبريزي راوده رؤى منذ سن العاشرة تقريبا، حيث قال لأبيه ذلك ولكنه لم يصدقه فبعد مدة ترك منزله وبدأ بالتجوال، بحيث أنه قيل عنه بأنه لم ينم بمكان أكثر من ليلة واحدة لكثرة تجواله وترحاله. كان شمس التبريزي يكسب النقود للطعام من تفسير الأحلام وقراءة الكفوف، ولكن لم يكن أحد يصدق حول الرؤى التي قال أنّها تراوده وكانوا ينعتونه ب «المجنون». وٱدّعى التبريزي بأنه كلم الله والملائكة في هذه الرؤى، كان يتقن الفارسية والعربية والتركية ولكن كتب جل أشعره بالفارسية وبعضها بالعربية والتركية.
التقى التبريزي بالشاعر آنذاك الملقب بـ «مولانا» وهو جلال الدين الرومي في تجواله عام 1244م، وتكونت بعد ذلك اللقاء صداقة غيرت مجرى حياة كليهما، حيث أن الرومي تحول من رجل دين عادي إلى شاعر يجيش بالعاطفة، وصوفي ملتزم، وداعية إلى الحب، ولكن رابط الصداقة الجميل الذي ربط هذيْن الاثيْن معًا بدأ بالتآكل حتى ٱنفصلا وذلك بعد ثلاث سنوات تقريبا على نحو مأساوي.
من آثاره: مثنوية «مرغوب القلوب» و«مقالات» و«ده فصل» وديوان شعر.

## وفاته

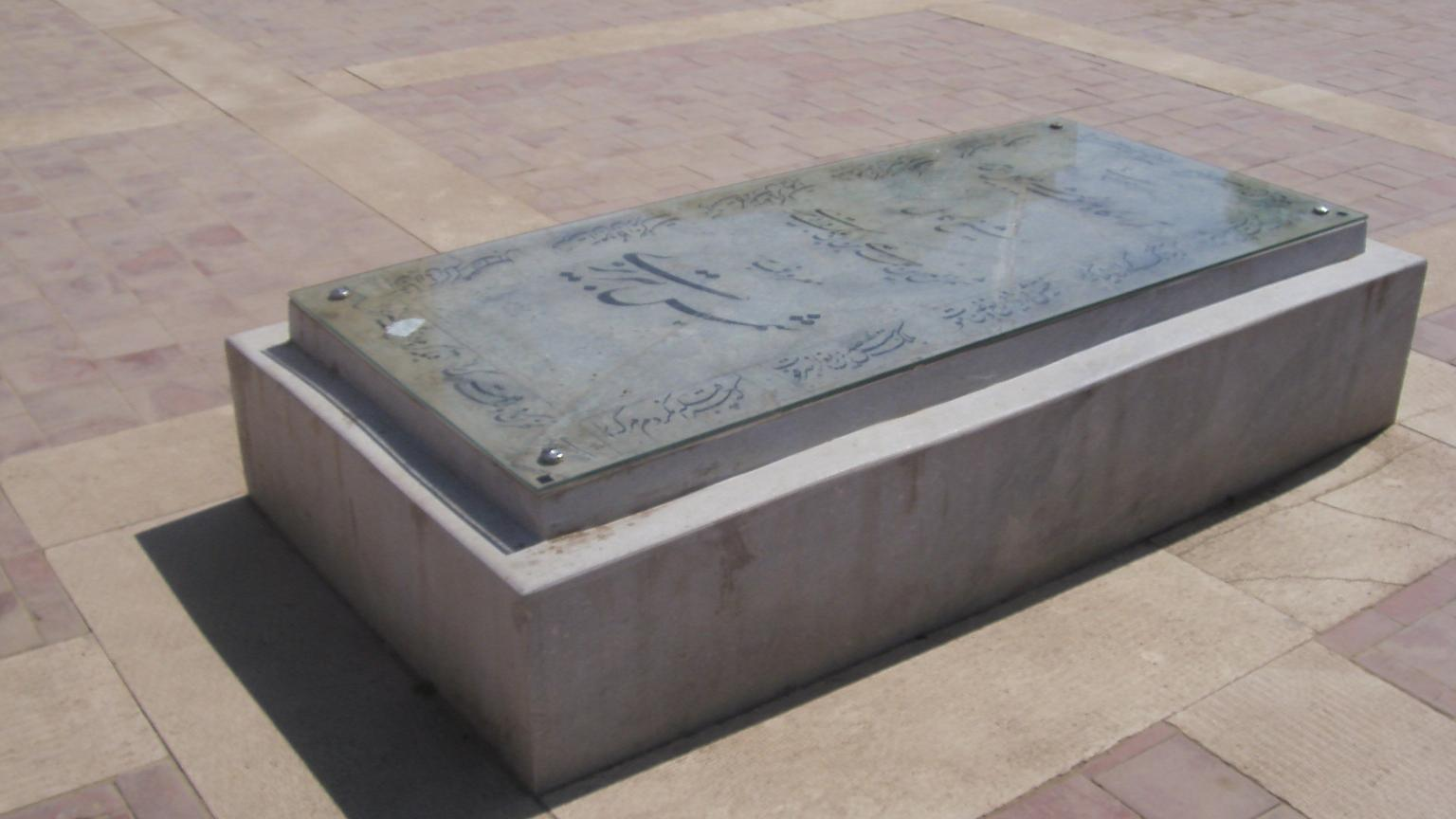
ضريح شمس الدين التبريزي في خوي.

وفقًا للمصادر الصوفية، فإن شمس التبريزي اختفى بظروف غامضة. فالبعض يقول أنه قُتل على يد تلاميذ جلال الدين الرومي بسبب غيرتهم من علاقة التبريزي مع الرومي. لكن تقول بعض الأدلة أن شمس التبريزي غادر مدينة قونية وتوفي في خوي حيثُ دفن، وله ضريح هناك.
يوجد قبر لشمس الدين التبريزي في مدينة خوي، بجانب نصب برج في حديقة تذكارية. ورُشح ضريحه ليكون من مواقع التراث العالمي لليونيسكو.

## قواعد العشّق الأربعون
قام شمس التبريزي بتأليف 40 قاعدة للعشق، وسميت (قواعد العشق الأربعون) والتي لخصتها الكاتبة التركية ألف شفق بروايتها التي تحمل الإسم نفسه. وهي:
- القاعدة الأولى:

إن الطريقة التي نرى فيها الله ما هي إلا انعكاس للطريقة التي نرى فيها أنفسنا، فإذا لم يكن الله يجلب لنا سوى الخوف والملامة فهذا يعنى أن قدرً كبيرًا من الخوف والملامة يتدفق لقلوبنا، أما إذا رأينا الله مُفعمًا بالمحبة والرحمة فإننا نكون كذلك.
- القاعدة الثانية:

إن الطريق إلى الحقيقة يمر من القلب لا من الرأس، فاجعل قلبك، لا عقلك، دليلك الرئيسي. واجه، تحدَّ، وتغلب في نهاية المطاف على «النفس» بقلبك. إن معرفتك بنفسك ستقودك إلى معرفة الله.
- القاعدة الثالثة:

إنه يمكنك أن تدرس الله من خلال كل شيء وكل شخص في هذا الكون، لأن وجود الله لا ينحصر في المسجد أو في الكنيسة. لكنك إذا كنت لا تزال تريد أن تعرف أين يقع عرشه بالتحديد، يوجد مكان واحد فقط تستطيع رؤيته وهو قلب عاشق حقيقي، فلم يعش أحد بعد رؤيته ولم يمت أحد بعد رؤيته. فمن يجده يبقى معه إلى الأبد.
- القاعدة الرابعة:

يتكون الفِكر والحب من مواد مختلفة. فالفكر يربط البشر في عُقَد لكن الحب يذيب جميع العُقَد. إن الفِكر حذرٌ على الدوام وهو يقول ناصحًا «إحذر الكثير من النشوة» بينما الحب يقول «لا تكترث أقدم على هذه المجازفة» وفي حين أن الفكر لا يُمكن أن يتلاشى بسهولة، فإن الحب يتهدم بسهولة ويصبح ركامًا من تلقاء نفسه. لكن الكنوز تتوارى بين الأنقاض، والقلب الكسير يخبئ كنوزًا.
- القاعدة الخامسة:

تنبع مُعظم مشاكل العالم من أخطاء لغوية ومن سوء فهم بسيط. لا تأخذ الكلمات بمعناها الظاهري مُطلقا وعندما تلج دائرة الحب تكون اللغة التي نعرفها قد عفى عليها الزمن. فالشيء الذي لا يمكن التعبير عنه بكلمات لا يمكن إدراكُه إلا بالصمت.
- القاعدة السادسة:

الوحدة والخُلوة شيئان مختلفان فعندما تكون وحيدًا من السهل أن تخدع نفسك ويخيَل إليك أنك تسير على الطريق القويم. أما الخُلوة فهي أفضل لنا، لأنها تعني أن تكون وحدك من دون أن تشعر بأنك وحيد. لكن في نهاية الأمر من الأفضل لك أن تبحث عن شخص، شخص يكون بمثابة مرآة لك. تذكر أنك لا تستطيع أن ترى نفسك حقًا إلا في قلب شخصٍ آخر، وبوجود الله في داخلك.
- القاعدة السابعة:

مهما حدث في حياتك ومهما بدت الأشياء مزعجة فلا تدخل ربوع اليأس. وحتى لو ظلت جميع الابواب موصدة فإن الله سيفتح دربا جديدًا لك. إحمد ربك! من السهل عليك أن تحمد الله عندما يكون كل شيء على ما يرام. فالصوفي لا يحمد الله على ما منحه الله إياه فحسب! بل يحمده أيضًا على كل ما حرمه منه.
- القاعدة الثامنة:

لا يعني الصّبر أن تتحمل المصاعب سلبًا، بل يعني أن تكون بعيد النظر بحيث تثق بالنتيجة النهائية التي ستتمخض عن أي عملية. ماذا يعنى الصبر؟ أنه يعني أن تنظر إلى الشوكة وترى الوردة، أن تنظر إلى الليل وترى الفجر. أما نفاد الصبر فيعني أن تكون قصير النظر ولا تتمكن من رؤية النتيجة. إن عشاق الله لا ينفد صَّبرهم مطلقًا، لأنهم يعرفون أنه لكي يُصبح الهلال بدرًا فهو يحتاج إلى وقت. لقد خلق الله المعاناة حتى تظهر السعادة من خلال نقيضها. فالأشياء تظهر من خلال أضدادها، وبما أنه لا يوجد نقيض لله فإنه يظل مخفيًا.
- القاعدة التاسعة:

لا تحكم على الطريقة التي يتواصل بها الناس مع الله، فلكل إمرئٍ طريقته وصلاته الخاصة إن الله لا يأخذنا بكلمتنا بل ينظر في أعماق قلوبنا. وليست المناسك أو الطقوس هي التي تجعلنا مؤمنين، بل إن كانت قلوبنا صافية أم لا.
- القاعدة العاشرة:

لا يوجد فرق كبير بين الشرق والغرب والجنوب والشمال. فمهما كانت وجهتك، يجب أن تجعل الرحلة التي تقوم بها رحلة في داخلك. فإذا سافرت في داخلك فسيكون بوسعك اجتياز العالم الشاسع وما وراءه.
- القاعدة الحادية عشر:

عندما تجد القابلة أن الحُبلى لا تتألم أثناء المخاض، فإنها تعرف أن الطريق ليس سالكًا بعد لوليدها. فلن تضع وليدها إذًا. ولكي تولد نفس جديدة يجب أن يكون ألم. وكما يحتاج الصلصال إلى حرارة عالية ليشتد فالحب لا يكتمل إلا بالألم.
- القاعدة الثانية عشر:

إن السعي وراء الحبّ يغيّرنا. فما من أحد يسعى وراء الحبّ إلا وينضج أثناء رحلته. فما إن تبدأ رحلة البحث عن الحبّ، حتى تبدأ تتغيّر من الداخل ومن الخارج.
- القاعدة الثالثة عشر:

يوجد مُعلمون مُزيفون وأساتذة مُزيفون في هذا العالم أكثر عددًا من النجوم في الكون المرئي. فلا تخلط بين الأشخاص الأنانيين الذين يعملون بدافع السُلطة وبين المعلمين الحقيقيين. فالمعلم الروحي الصادق لا يوجه انتباهك إليه ولا يتوقع طاعة مُطلقة أو إعجابًا تامًا مِنك. بل يساعدك على أن تُقدر نفسك الداخلية وتحترمها. إن المعلميين الحقيقيين شفافون كالبلور، يَعبر نور الله من خلالهم.
- القاعدة الرابعة عشر:

لا تحاول أن تقاوم التغييرات التي تعترض سبيلك. بل دَع الحياة تعيش فيك. ولا تقلق إذا قلَبت حياتك رأسًا على عقب. فكيف يمكنك أن تعرف أن الجانب الذي اعتدتَ عليه أفضل من الجانب الذي سيأتي؟
- القاعدة الخامسة عشر:

إن الله مُنهمك في إكمال صُنعك من الخارج ومن الداخل. إنه مُنهمك بك تمامًا. فكُل إنسان هو عمل متواصل يتحرك ببطء لكن بثبات نحو الكمال. فكُل واحدٍ مِنا هو عبارة عن عمل فني غير مُكتمل يسعى جاهدًا للاكتمال. إن الله يتعامل مع كل واحد مِنا على حِدة لأن البشرية لوحةٌ جميلة رسمها خطاطٌ ماهر تتساوى فيها جميع النقاط من حيث الأهمية لإكمال الصورة.
- القاعدة السادسة عشر:

من السهل أن تُحب إلاهًا يتصف بالكمال، النقاء، والعظمة، لكن الأصعب من ذلك أن تُحب إخوانك البشر بكل نقائصهم وعيوبهم. تذكر! إن المرء لا يعرف إلا ما هو قادر على أن يُحبُه. فلا حكمة من دون حبّ. وما لم نتعلم كيف نُحب خلق الله، فلن نستطيع أن نُحب حقًا ولن نعرف الله حقًا.
- القاعدة السابعة عشر:

إن القذارة الحقيقية تقبع في الداخل. أما القذارة الأخرى فهي تزول بغسلها. ويوجد نوع واحد من القذارة لا يُمكن تطهيرها بالماء النقي وهو لوثة الكراهية والتعصب التي تلوث الروح. نستطيع أن نُطهر أجسامنا بالزُهد والصّيام. لكن الحبّ وحده هو الذي يطهر قلوبنا.
- القاعدة الثامنة عشر:

يقبع الكون كُله داخل كل إنسان في داخلك. كل شيء تراه حولك بما في ذلك الأشياء التي قد لا تُحبها. حتى الأشخاص الذين قد نحتقرهم أو نمقتهم يقبعون في داخلك بدرجات متفاوته. لا تبحث عن الشيطان خارج نفسك أيضًا. فالشيطان ليس قوة خارقة تُهاجمك من الخارج بل هو صوت عادي ينبعث من داخلك. فإذا تعرفت على نفسك تمامًا وواجهت بصدق وقسوة جانبيك المظلم والمشرق. عندها تبلغ أرقى أشكال الوعي وعندما تعرف نفسك فإنك ستعرف الله.
- القاعدة التاسعة عشر:

إذا أراد المرء أن يُغير الطريقة التي يُعامله فيها الناس. فيجب أن يُغير أولًا الطريقة التي يُعامل بها نفسهُ. وإذا لم يتعلم كيف يُحب نَفسهُ حبًا كاملًا صادقًا، فلا توجد وسيلة يمكنه فيها أن يحب. لكنه عندما يبلغ تلك المرحلة، سيشكر كل شوكة يلقيها عليه الآخرون. فهذا يدل على أن الورود ستنهمر عليه قريبًا. كيف يمكن للمرء أن يلوم الآخرين لأنهم لا يحترمونه إذا لم يكن يعتبر نفسه جديرًا بالاحترام؟
- القاعدة العشرون:

لا تهتم إلى أين سيقودك الطريق بل ركز على الخطوة الأولى. فهي أصعب خطوة يجب أن تتحمل مسؤولياتها. وما أن تتخذ تلك الخطوة دَع كل شيء يجري بشكل طبيعى وسيأتي ما تبقى من تلقاء نفسه. لا تسير مع التيار بل كن أنت التيار.
- القاعدة الحادية والعشرون:

لقد خلقنا جميعًا على صورته. ومع ذلك فإننا جميعًا مخلوقات مُختلفة ومميزة. لا يوجد شخصان متشابهان. ولا يخفق قلبان لهما الإيقاع ذاته. ولو أراد الله أن نكون مُتشابهين لخلقنا متشابهين. لذلك فإن عدم احترام الاختلافات وفرض أفكارك على الآخرين يعني عدم احترام النظام المقدس الذي أرساه الله.
- القاعدة الثانية والعشرون:

عندما يدخل عاشق حقيقي لله إلى حانة فإنها تُصبح غرفة صلاته. لكن عندما يدخل شارب الخمر إلى الغرفة نفسها فإنها تُصبح خمارته. ففي كل شيء نفعله قلوبنا هي المهمة لا مظاهرنا الخارجية. فالصوفيون لا يحكمون على الآخرين من مظهرهم أو من هُم. وعندما يُحدق صوفي في شخص ما فإنه يغمض عينيه ويفتح عين ثالثة، العينُ التي ترى العالم الداخلي.
- القاعدة الثالثة والعشرون:

ما الحياة إلا دين مؤقت وما هذا العالم إلا تقليد هزيل للحقيقة. والأطفال فقط هم الذين يخلطون بين اللعبة والشيء الحقيقي. ومع ذلك فإما أن يفتتن البشر باللعبة أو يكسِروها بازدراء ويرموها جانبًا. في هذه الحياة تحاشى التطرف بجميع أنواعه لأنه سيحطم إاتزانك الداخلي. فالصوفي لا يتصَرف بتطرف بل يظل مُتسامحًا ومعتدلًا على الدوام.
- القاعدة الرابعة والعشرون:

يتبوأ الإنسان مكانة فريدة بين خلق الله. إذ يقول الله «ونفختُ فيه من روحي» فقد خُلقنا جميعًا من دون إستثناء لكي نكون خلفاء الله على الأرض. فاسأل نفسك كم مرة تصرفت كخليفة له، هذا إن فعلت ذلك؟ تذكر أنه يقع على عاتق كل مِنا اكتشاف الروح الإلهية في داخله حتى يعيش وفقها.
- القاعدة الخامسة والعشرون:

إن جهنم تقبع هنا والآن، وكذلك الجنة. توقفوا عن التفكير بجهنم بخوف أو الحُلم بالجنة، لأنهما موجدتان في هذه اللحظة بالذات. ففي كل مرة نُحب، نصعد إلى السماء. وفي كل مرة نكره أو نحسد أو نحارب أحدًا فإننا نسقط مباشرةً في نار جهنم.
- القاعدة السادسة والعشرون:

لا ضرر ولا ضرار. كن رحيمًا. لا تكن نمامًا حتى لو كانت كلمات بريئة. لأن الكلمات التي تنبعث من أفواهنا لا تتلاشى بل تظل في الفضاء اللانهائي إلى ما لا نهاية، وستعود إلينا في الوقت المناسب. إن معاناة إنسان واحد تؤذينا جميعًا. وبهجة إنسان واحد تجعلنا جميعًا نبتسم.
- القاعدة السابعة والعشرون:

يُشبه هذا العالم جبلًا مكسوًا بالثلج يردد صدى صوتك. فكل ما تقوله سواء أكان جيدًا أم سيئًا، سيعود إليك على نحو ما. لذلك إذا كان هناك شخص يتحدث بالسوء عنك فإن التحدث عنه بالسوء بالطريقة نفسها يزيد الأمر سوءً. وستجد نفسك حبيس حلقة مُفرغة من طاقة حقودة. لذلك إنطق وفكر طوال أربعين يوما وليلة بأشياء لطيفة عن ذلك الشخص. إن كل شيء سيصبح مختلفًا في النهاية لأنك سَتصبح مُختلفًا في داخلك.
- القاعدة الثامنة والعشرون:

إن الماضي تفسير، والمستقبل وهم. إن العالم لا يتحرك عبر الزمن وكأنه خط مستقيم، يمضي من الماضي إلى المستقبل. بل إن الزمن يتحرك من خلالنا وفي داخلنا في لوالب لا نهاية لها. إن السرمدية لا تعني الزمن المطلق، بل تعني الخلود.
- القاعدة التاسعة والعشرون:

لا يعني القدر أن حياتك محددة بقدر محتوم. لذلك فإن ترك كل شئ للقدر وعدم المشاركة في عزف موسيقى الكون دليل على جهل مُطلق. إن موسيقى الكون تَعُم كل مكان وتتألف من أربعين مستوى مُختلفًا. إن قَدرك هو المستوى الذي تَعزفين فِيه لحنك. فقد لا تغيرين آلتُكِ الموسيقية بل تُبدلين الدرجة التي تجيدين فيها العزف.
- القاعدة الثلاثون:

إن الصوفي الحق هو الذي يَتَحمل الصّبر حتى لو إتُهم باطلًا. وتعرض للهجوم من جميع الجهات ولا يوجِه كلمة نابية واحدة إلى أي مُنتقديه. فالصوفي لا ينحي باللائمة على أحد. فكيف يمكن أن يوجد خصوم أو منافسون أو حتى «آخرون» في حين لا توجد «نفس» في المقام الأول؟ كيف يمكن أن يوجد أحد يلومه في الوقت الذي لا يوجد فيه إلا «واحدًا»؟
- القاعدة الحادية والثلاثون:

إذا أردت أن تُقوي إيمانك فيجب أن تكون ليّنًا في داخِلك. لأنه لكي يشتد إيمانك ويصبح صلبًا كالصخرة يجب أن يكون قلبك خفيفًا كالريشة. فإذا أُصِبنا بمرض أو وقعت لنا حادثة أو تعرضنا لخسارة أو أصابنا خوف بطريقة أو بإخرى، فإننا نواجه جميعًا الحوادث التي تُعلمنا كيف نصبح أقل أنانية وأكثر حكمة وأكثر عطفًا وأكثر كرمًا. ومع أن بعضنا يتعلم الدرس ويزداد رِقة واعتدالًا، يزداد آخرون قسوة. إن الوسيلة التي تمكنك من الاقتراب من الحقيقة أكثر تكمن في أن يتسع قلبك لإستيعاب البشرية كلها، وأن يظل فيه مُتسع لمزيد من الحب.
- القاعدة الثانية والثلاثون:

يجب ألا يحول شيء بين نفسك وبين الله، لا ائمة ولا قساوسة ولا أحبار ولا أي وصي آخر على الزعامة الأخلاقية أو الدينية، ولا السادة الروحيون، ولا حتى إيمانك. آمن بقيمك ومبادئك لكن لا تفرضها على الآخرين. وإذا كنت تحطم قلوب الآخرين فمهما كانت العقيدة التي تعتنقها فهي ليست عقيدة جيدة. ابتعد عن عبادة الأصنام بجميع أنواعها لأنها تشوه رؤيتك. ليكن الله والله وحده دليلك. تعلم الحقيقة، لكن احرص على ألا تصنع من الحقائق التي تتكون لديك أوثانًا.
- القاعدة الثالثة والثلاثون:

على الرغم من أن المرء في هذا العالم يُجاهد ليحقق شيئًا ويُصبح شخصًا مهمًا، فإنه سَيُخلف كل شيء بعد موته. إنك تهدف إلى بلوغ المرحلة العليا من العدم. عِش هذه الدنيا خفيفة وفارغة مثل الرقم صفر. إننا لا نختلف عن أصيص الزرع، فليست الزينة في الخارج بل الفراغ في داخلنا هو الذي يجعلنا نقف منتصبى القامة. فالوعي بالعدم وليس ما نتطلع إلى تحقيقه هو الذي يُبقينا نواصل الحياة.
- القاعدة الرابعة والثلاثون:

لا يعني الاستسلام أن يكون المرء ضعيفًا أو سلبيًا، ولا يؤدي إلى الإيمان بالقضاء والقدر أو الاستسلام، بل على العكس تمامًا. إذ تكمن القوة الحقيقية في الاستسلام - القوة المنبعثة من الداخل. فالذين يستسلمون للجوهر الإلهي في الحياة يعيشون بطمأنينة وسلام حتى عندما يتعرض العالم برمته إلى اضطراب تلو الاضطراب.
- القاعدة الخامسة والثلاثون:

في هذا العالم، ليست الأشياء المتشابهة أو المنتظمة، بل المتناقضات الصارخة، هي ما يجعلنا نتقدم خطوة إلى الأمام. ففي داخل كل منا توجد جميع المتناقضات في الكون، لذلك يجب على المؤمن أن يلتقي بالكافر القابع في داخله؛ وعلى الشخص الكافر أن يتعرف على المؤمن الصامت في داخله. وإلى أن نصل إلى اليوم الذي يبلغ فيه المرء مرحلة الكمال، مرحلة الإنسان المثالي، فإن الإيمان ليس إلا عملية تدريجية، ويستلزم وجود نظيره: الكفر.
- القاعدة السادسة والثلاثون:

لقد خُلق هذا العالم على مبدأ التبادل؛ فكلّ امرئ يُكافأ على كلّ ذرة خير يفعلها، ويعاقب على كلّ ذرة شرّ يفعلها. لا تخف من المؤامرات، أو المكر، أو المكائد التي يحيكها الآخرون؛ وتذكّر أنه إذا نصب لك أحدهم شركًا، فإن الله يكون قد فعل ذلك. فهو المخطط الأكبر. إذ لا تتحرك ورقة شجرة من دون عِلمه. آمن بذلك ببساطة وبصورة تامة. فكلّ ما يفعله الله يفعله بشكل جميل.
- القاعدة السابعة والثلاثون:

إن الله ميقاتي دقيق. إنه دقيق إلى حد أن ترتيبه وتنظيمه يجعلان كل شيء على وجه الأرض يتم في حينه. لا قبل دقيقة ولا بعد دقيقة. والساعة تمشي بدقة شديدة بالنسبة للجميع بلا استثناء. فلكل شخص وقت للحب ووقت للموت.
- القاعدة الثامنة والثلاثون:

ليس من المتأخر مطلقًا أن تسأل نفسك، هل أنا مستعد لتغيير الحياة التي أحياها؟ هل أنا مستعد لتغيير نفسي من الداخل؟ وحتى ولو كان قد تبقى من حياتك يوم واحد يشبه اليوم الذي سبقه، ففي كل لحظة ومع كل نفس جديد، يجب على المرء أن يتجدد ويتجدد ثانية. ولا توجد إلا وسيلة واحدة حتى يولد المرء في حياة جديدة وهي أن يموت قبل الموت.
- القاعدة التاسعة والثلاثون:

مع أن الأجزاء تتغير فإن الكل يظل ذاته. لأنه عندما يغادر لص هذا العالم، يولد لص جديد، وعندما يموت شخص شريف، يحل مكانه شخص شريف آخر. وبهذه الطريقة لا يبقى شيء من دون تغيير بل لا يتغير شيء أبدًا أيضًا. لأنه مقابل كل صوفي يموت يولد صوفي آخر في مكان ما في هذا العالم. إن ديننا هو دين العشق وجميع البشر مرتبطون بسلسلة من القلوب فإذا انفصلت حلقة منها حلت محلها حلقة أخرى في مكان آخر. إن الأسماء تتغير تأتي وتذهب لكن الجوهر يبقى ذاته.
- القاعدة الأربعون:

لا قيمة للحياة من دون عشق. لا تسأل نفسك ما نوع العشق الذي تُريده، روحي أم مادي، إلهي أم دنيوي، غربي أم شرقي. فالانقسامات لا تؤدي إلا إلى مزيد من الانقسامات. ليس للعشق تسميات ولا علامات ولا تعاريف. إنه كما هو، نقى وبسيط. «العشق ماء الحياة والعشيق هو روح من النار»، يُصبح الكون مختلفًا عندما تعشق النار الماء.